# Armoiries du comté de Hainaut
Les armoiries du comté de Hainaut étaient celles utilisées sous le comté de Hainaut.

## Premières armoiries

Les premières armoiries.

Les premières armoiries du Hainaut apparaissent au XIIe siècle, elles se blasonnent : d’or à trois chevrons de sable. Avec le mariage de Baudouin V de Hainaut à la fille du comte de Flandre Marguerite d'Alsace qui hérite du comté en 1191, la Flandre et le Hainaut sont unis et Baudouin V, devenu également comte de Flandre adopte les armoiries de ce comté en lieu et place des anciennes armoiries du Hainaut.

## Secondes armoiries

Les secondes armoiries.

À la mort de Marguerite de Constantinople en 1280, les comtés de Flandre et de Hainaut sont à nouveau séparés entre les deux lignées issues des deux mariages de Marguerite, la première, issue du premier mariage avec Bouchard d'Avesnes hérite du Hainaut et la seconde, issue du second mariage avec Guillaume II de Dampierre hérite de la Flandre.
Jean Ier de Hainaut, petit-fils de Marguerite, et gardant des prétentions sur le comté de Flandre continue un temps d'utiliser les armoiries du comté de Flandre. En 1299, il hérite du comté de Hollande, c'est à la suite de cet évènement ou sous son fils Guillaume Ier de Hainaut que de nouvelles armoiries sont créées combinant les armoiries du comté de Flandre et celles du comté de Hollande.
| Ensemble                | Description | Description                    | Origines |
| ----------------------- | --- | ------------------------------ | -------- |
|                         | Forme complète : Écartelé, en 1 et 4 : d'or au lion de sable, armé et lampassé de gueules et en 2 et 3 : d'or au lion de gueules, armé et lampassé d'azur. |                                |          |
| Disposition : écartelé. | |                                |          |
|                         | En 1 et 4 : d'or au lion de sable, armé et lampassé de gueules.                                                                                            | Armoiries du comté de Flandre  |          |
|                         | En 2 et 3 : d'or au lion de gueules, armé et lampassé d'azur.                                                                                              | Armoiries du comté de Hollande |          |

## Usages et variantes
| Armoiries | Modèle    | Usage              | Particularités |
| --------- | --------- | ------------------ | -------------- |
|           | Premières | Cousolre           | identiques     |
|           | Secondes  | Hainaut (province) | identiques     |
|           | Premières | Hautmont           | identiques     |

En outre, les Gilles de plusieurs villes du Hainaut, les plus connus étant ceux de Binche, portent un costume aux (secondes) armes du Hainaut.

### Crédits internes
- Cet article est partiellement ou en totalité issu de l'article intitulé « Comté de Hainaut » (voir la liste des auteurs).

### Traductions
- (nl) Cet article est partiellement ou en totalité issu de l’article de Wikipédia en néerlandais intitulé « Wapen van Henegouwen » (voir la liste des auteurs).